# Lövrun
Lövrun är ett fjäll i Offerdals socken, Krokoms kommun, Jämtland. Fjället är beläget mellan byarna norr om Landösjön, Nola sjön, i Offerdals socken och Åkersjön i Föllinge socken. Lövruns högsta punkt är belägen 754 m ö.h..